# Kawhi Leonard
Kawhi Leonard (Riverside, California, 29. lipnja 1991.) američki je profesionalni košarkaš na poziciji niskog krila. Trenutačno (2019..) igra za NBA momčad Los Angeles Clippers.

## Srednja škola
Leonard je pohađao srednju školu Martin Luther King u svojem rodnom gradu Riversideu, a svoju je ekipu predvodio u fenomenalnoj sezoni koju su završili omjerom 30-3.

## Sveučilišna karijera
Nakon srednje škole, Leonard se odlučio za nastavak karijere na sveučilištu u San Diegu. U svojoj prvoj sezoni postizao je 12.7 koševa uz skoro 10 skokova po utakmici, šutiravši pritom visokih 45.5%. Kao najbolji igrač predvodio je svoje sveučilište do završnog NCAA turnira gdje su poraženi u prvom krugu od sveučilišta iz Tennesseeja. U drugoj i posljednjoj sezoni, Leonard je dodatno poboljšao svoju igru te je sada svoju momčad predvodio s prosjecima od 15.5 poena i 10.6 skokova po utakmici uz još uvijek dobar postotak šuta (44.4%). Sportski odjel televizije Fox uvrstio ga je u drugu momčad sveučilišne košarke, a njegov je tim ponovno izborio doigravanje gdje ih je u prvom kolu izbacila ekipa sveučilišta iz Connecticuta.

## Profesionalna karijera
San Antonio Spurs
2011-2012: Rookie godina
Nakon samo dvije godine na sveučilištu, Leonard se 2011. odlučio prijaviti na NBA draft. Kao 15. izbor u prvoj rundi drafta izabrali su ga Pacersi, ali je odmah otišao u Spurse. U sklopu te razmjene, Indiana je San Antoniju ustupila i prava na Erazema Lorbeka te Davisa Bertansa, a u smjeru Indianapolisa je otišao mladi razigravač George Hill. Već u svojoj prvoj sezoni ostavio je vrlo dobar dojam, a zahvaljujući nekim sretnim okolnostima skupio je čak 39 nastupa od početka. Svoje 24 minute po utakmici dobro je koristio za prosječno 8 koševa i 5 skokova, a dobre igre donijele su mu i uvrštenje u NBA All-Rookie momčad. Također je startao u svih 14 utakmica doigravanja. U ljeto 2012.-te godine pozvan je u Američku reprezentaciju za Olimpijske Igre u Londonu.
2012-2013: Prvi nastup u finalu
U listopadu 2012. produžio je ugovor sa Spursima do kraja sezone 2013./14., ali sezona nije dobro počela za mladog igrača. Na početku sezone pretrpio je ozljedu koljena zbog koje je propustio mjesec dana, ali to nije usporilo njegov napredak. U veljači 2013., u utakmici protiv Chicago Bullsa vodio je Spurse do pobjede s rekordnih 26 poena. Ova je sezona donijela Leonardu i prve nastupe u NBA finalu. U finalnoj seriji protiv Miami Heata reagirao je jako dobro te je završio seriju sa 14.6 poena i 11 skokova po utakmici, uspjevši pritom ostvariti i 4 double-double učinka. Ipak, njegova je momčad izgubila finale rezultatom 4:3.
2013-2014: Nba prvenstvo i MVP finala
6. travnja 2014. Leonard je postigao najviše poena, 26 u pobjedi Spursa 112–92 nad Memphis Grizzlies. Završio je sezonu sa 12.8 koševa u prosjeku, 6.2 skokova 2 asistencije i 52,2% preciznosti gađanja. Spursi su završili sezonu sa 60 pobjeda i bili su proglašeni 2. najboljom obrambenom NBA ekipom u ligi po prvi put u povijesti.
U finalu su se ponovno susreli s Miami Heat. 10.6.2014 utrećoj utakmici finala, Leonard je postigao najviše koševa do tada u karijeri, 29 koševa u pobijedi 111-92. San Antonio osvojio je naslov s 4-1 pobjedom u finalu protiv Miamia, a Kawhai je proglašen MVP-om finala.
2014-2015: Obrambeni igrač godine
Leonard je te sezone propustio pripreme i započeo sezonu 31.10. zbog konjuktivitisa. Nastavio je igrat pod infekcijom i 24.10 je postigao 26 poena, najviše u toj sezoni, u pobijedi Spursa nad Clippersima,
89-85. U prosincu je dobio infekciju na desnoj ruci te je propustio 15 utakmica, a u akciju se vratio 16.1.2015 i postigao 20 poena, 4 skoka, 5 asistencija i 3 ukradene lopte, te je predvodio San Antonio do 110-96 pobjede nad Portlandom.
5.travnja ubacio je 26 poena i skupio rekordnih 7 ukradenih lopti u 107-92 pobjedi nad Golden State Warriorsima. 23.4. je bio proglašen obrambenim igračem godine. Idućeg dana ubacio je u playoff karijeri rekordnih 32 poena u 3. utakmici prve runde playoffa protiv Los Angeles Clippersa. Kasnije su Spursi izgubili seriju nakon 7 utakmica.
2015-2016: Prvi All-Star
6.7.2015, Leonard potpisuje novi petogodšnji ugovor sa Spursima, prema kojem je na godinu zarađivao 90 milijuna dolara. 28.10 postvlja svoj novi osobni rekord ubacivši 32 poena Oklahomi. 3.12 ubacio je najviše trica do tada u karijeri. 7 trica u pobijedi nad Memphisom. 21.1.2016. izabran je u prvu petorku zapada na All-Staru. 2.4.2016. postavlja novi osobni rekord ubacivši 33 poena protiv Toronta. To je bila 64. pobjeda San Antonia u sezoni i time su srušili rekord kluba od 63 pobjede u sezoni. Spursi su završili sezonu na 2.mjestu u Zapadnoj Konferenciji s učinkom 67-15, a Kawhai je osvojio nagradu za Obrambenog igrača godine drugu godinu za redom, a završio je i na drugom mjestu u izboru za MVP sezone iza Stepha Currya. U playoffu te sezone u prvoj rundi su izbacili Memphis s 4-0. U drugoj rundi playoffa bolja je bila Oklahoma s 4-2, nakon što je San Antonio vodio 2-1.

## NBA statistika

### Regularni dio
| Godina    | Klub        | Odig. uta. | Uta. poč. | Min. | 2P%   | 3P%   | Sl. bac.% | Skok. | Asist. | Ukr. lop. | Blok. | Poena |
| --------- | ----------- | ---------- | --------- | ---- | ----- | ----- | --------- | ----- | ------ | --------- | ----- | ----- |
| 2011./12. | San Antonio | 64         | 39        | 24.0 | 49.3% | 37.6% | 77.3%     | 5.1   | 1.1    | 1.3       | 0.4   | 7.9   |
| 2012./13. | San Antonio | 58         | 57        | 31.2 | 49.4% | 37.4% | 82.5%     | 6.0   | 1.6    | 1.7       | 0.6   | 11.9  |
| Ukupno    |             | 122        | 96        | 27.4 | 49.4% | 37.5% | 80.4%     | 5.5   | 1.3    | 1.5       | 0.5   | 9.8   |

### Doigravanje
| Godina    | Klub        | Odig. uta. | Uta. poč. | Min. | 2P%   | 3P%   | Sl. bac.% | Skok. | Asist. | Ukr. lop. | Blok. | Poena |
| --------- | ----------- | ---------- | --------- | ---- | ----- | ----- | --------- | ----- | ------ | --------- | ----- | ----- |
| 2011./12. | San Antonio | 14         | 14        | 27.1 | 50.0% | 45.0% | 81.3%     | 5.9   | 0.6    | 1.2       | 0.4   | 8.6   |
| 2012./13. | San Antonio | 21         | 21        | 36.9 | 54.5% | 39.0% | 63.3%     | 9.0   | 1.0    | 1.8       | 0.5   | 13.5  |
| Ukupno    |             | 35         | 35        | 33.0 | 53.2% | 41.4% | 67.7%     | 7.8   | 0.9    | 1.5       | 0.5   | 11.6  |

## Vanjske poveznice
- Profil na NBA.com
- Profil  Arhivirana inačica izvorne stranice od 15. srpnja 2014. (Wayback Machine) na Basketball-Reference.com